# James Frederick Chance
James Frederick Chance (* 9. April 1856 in Birmingham; † 18. Oktober 1938 in London) war ein britischer Neuzeithistoriker.
Chance war der dritte und jüngste Sohn des Glasfabrikanten Sir James Timmins Chance (1814–1902) und von Elizabeth Ferguson (1819–1887). Chance besuchte ab 1869 das Eton College und studierte ab 1875 an der Universität Cambridge (Trinity College) mit dem Bachelor-Abschluss 1879 und dem Master-Abschluss 1883. Bei den Tripos-Prüfungen in Classics erhielt er den zweiten Platz. Nach dem Studium trat er in die Firma der Familie ein, die in Smethwick bei Birmingham saß, und wurde dort 1884 Partner, was er bis 1890 blieb. Er zog sich aber aus dem Geschäft zurück, um sich in London als Privatgelehrter mit Geschichtsschreibung zu befassen. Sein Schwerpunkt lag im 18. Jahrhundert und der Regierung von Georg I. und der Beziehungen Großbritanniens zu den skandinavischen (und baltischen) Staaten im 18. Jahrhundert, wofür er in seiner Zeit in Großbritannien als führender Experte galt. Er starb unverheiratet und wohnte in Lennox Gardens 30, London.
Er trug zur Cambridge Modern History bei (Außenpolitik in Großbritannien unter Georg I.) und war einer der Herausgeber der British Diplomatic Instructions (Zeit von 1689 bis 1789, Band 1 und 6 zu Schweden (1922 und 1928) und 1926 Band 3 zu Dänemark) der Royal Historical Society. Chance war Fellow der Royal Historical Society und von 1935 bis 1938 deren Vizepräsident.
Er schrieb auch eine Firmengeschichte seiner Familienfirma.
Er war Honorary Secretary des Eton War Memorial Fund.

## Schriften (Auswahl)
- George I. and the Northern War, 1909
- The Alliance of Hanover: a study of British foreign policy in the last years of George I , London: Murray 1923